# Condado de Sherman (Texas)
O Condado de Sherman é um dos 254 condados do estado norte-americano do Texas. A sede do condado é Stratford, que é também a sua maior cidade.
O condado tem uma área de 2391 km² (dos quais 0 km² estão cobertos por água), uma população de 3 186 habitantes, e uma densidade populacional de 1,2 hab/km² (segundo o censo nacional de 2000).
O condado foi criado em 1876 e recebeu o seu nome em homenagem a Sidney Sherman (1805-1873), que foi integrante do movimento Texian e general do Exército Texano durante a época da Revolução do Texas. É um dos 46 condados do Texas que proíbem a venda de bebidas alcoólicas.